# Cynthia Solomon
 (octobre 2022).
 (novembre 2023).
Cynthia Solomon est une informaticienne américaine connue pour ses travaux sur l'intelligence artificielle (IA) et la vulgarisation de l'informatique auprès des étudiants. Elle est une pionnière dans les domaines de l'intelligence artificielle, de l'informatique et de l'informatique éducative. Alors qu'elle travaillait comme chercheuse au Massachusetts Institute of Technology (MIT), Cynthia Solomon a pris sur elle de comprendre et de programmer dans le langage de programmation Lisp. En commençant à apprendre ce langage, elle a réalisé le besoin d'un langage de programmation plus accessible et compréhensible pour les enfants. Tout au long de ses études de recherche en éducation, Cynthia Solomon a travaillé à temps plein comme enseignante en informatique dans des écoles primaires et secondaires. Son travail s'est principalement concentré sur la recherche sur l'interaction homme-machine et les enfants en tant que designers. Alors qu'elle travaillait chez Bolt, Beranek et Newman, elle a travaillé avec Wally Feurzeig et Seymour Papert pour créer le premier langage de programmation pour enfants, nommé Logo. Le langage a été créé pour enseigner les concepts de programmation liés à Lisp. Cynthia Solomon a accompli de nombreuses réalisations dans sa vie, notamment en tant que vice-présidente de la R&D pour Logo Computer Systems, Inc., lorsque le Logo d'Apple a été développé et a été directrice du Laboratoire de recherche de Cambridge pour Atari. Elle a travaillé au sein du comité de programme de Constructing Modern Knowledge et de l'Institut Marvin Minsky pour l'intelligence artificielle en 2016. Elle a publié de nombreux écrits basés sur la recherche dans le domaine de l'éducation des enfants et de la technologie en classe. Le Dr Solomon a animé des ateliers dans des écoles élémentaires, des lycées et des collèges concernant la recherche universitaire. Elle continue de contribuer au domaine en prenant la parole lors de conférences et en travaillant avec la Fondation One Laptop per Child.

## Éducation
Cynthia Solomon a obtenu une licence d'Histoire des Arts au Radcliffe College au début des années 1960. Par la suite, elle a étudié à l’Université de Boston où elle a obtenu son Master of Sciences  (M.S.) en informatique en 1976. Elle a ensuite obtenu son doctorat en philosophie (PhD) en éducation à l’Université Harvard en 1985. Pendant qu’elle terminait ses études, elle a travaillé pendant plusieurs années comme chercheuse avec Marvin Minsky et Seymour Papert au MIT et plus tard à Bolt, Beranek and Newman.

## Réalisations
Après avoir reçu son baccalauréat au Radcliffe College, le Dr Solomon a enseigné à la Milton Academy de Milton, Massachusetts, pendant sept ans. Elle est également devenue coordinatrice de l'intégration technologique à la Monsignor Haddad Middle School à Needham, Massachusetts. Puis, dans les années 1980, le Massachusetts Institute of Technology a embauché le Dr. Solomon dirigera le laboratoire de recherche Atari Cambridge en raison de son succès dans le développement de Logo. Solomon a entretenu une longue relation en travaillant avec le MIT Media Lab et la One Laptop per Child Foundation. Dr. Solomon est toujours un travailleur de premier plan pour la fondation et a dirigé la création de matériel éducatif pour elle. Elle a continué à enseigner, à consulter et à ér ses études tout en travaillant avec plusieurs laboratoires et fondations de recherche réputés.

## Logo, langage de programmation
Avec Seymour Papert et Wally Feurzeig (en), Cynthia a conçu le langage de programmation informatique Logo en 1967.[Ce langage était destiné aux enfants à expérimenter des mots, à résoudre des problèmes de mathématiques, à inventer des histoires et à créer leurs propres jeux. Le logo est largement connu pour son utilisation de graphiques de tortue (en), dans lesquels les commandes de mouvement et de dessin produisent des graphiques linéaires, soit à l'écran, soit avec un petit robot appelé tortue. Dans les années 1970, un nouveau développement de Logo a été introduit, permettant au programme d'être visualisé en plusieurs couleurs. Le langage a été créé pour enseigner des concepts de programmation liés à Lisp, un langage de programmation fonctionnel. Plus tard, Logo a également activé ce que Papert a appelé le raisage monocotonique du corps où les élèves pouvaient comprendre, prédire et raisonner le mouvement de la tortue en imaginant ce qu'ils feraient s'ils étaient la tortue. Il existe des différences substantielles entre les nombreux dialectes de Logo et la situation est rendue confuse par l'apparition régulière de programmes graphiques de tortues qui s'appellent eux-mêmes Logo.

## Publications
- 1971: Papert, Seymour; Solomon, Cynthia: Twenty Things to Do with a Computer
- 1976: Solomon, Cynthia: Leading a Child to a Computer Culture.
- 1976: Solomon, Cynthia: Teaching young children to program in a LOGO turtle computer culture.
- 1982: Solomon, Cynthia: Apple logo: Introduction to programming through turtle graphics
- 1984: Solomon, Cynthia: Logo Power
- 1984: Solomon, Cynthia: Apple II – Apple Logo: Reference Manual & Introduction to Programming Through Tu Logo Power
- 1985: Solomon, Cynthia; Minsky, Margaret; Harvey, Brian: LogoWorks: Challenging Programs in Logo
- 1988: Solomon, Cynthia: Computer Environments for Children: A Reflection on Theories of Learning and Education
- 1996: Druin, Allison and Solomon, Cynthia: Designing Multimedia Environments for Children Inventive Minds
- 2004: Solomon, Cynthia: Culture Audits: Supporting Organizational Success
- 2009: Solomon, Cynthia: Select a Performance Management System
- 2018: Druin, Allison; Solomon, Cynthia: Designing multimedia environments for children
- 2018: Minsky, Marvin; Solomon, Cynthia; Xiao Xiao; Travers, Mike; Kay, Alan:Inventive Minds: Marvin Minsky on Education

## Honneurs
En 2016, Solomon a remporté le prix pionnier du National Center for Women & Information Technology  (NCWIT). Solomon a reçu un Lifetime Achievement Award au Constructionism 2016. 